# Riad
Riad (en árabe: الرِّيَاض‎, romanizado: ar-Riyāḍ, lit. 'los Jardines') es la capital y ciudad más poblada de Arabia Saudita. También es capital de la provincia de Riad y el centro de la gobernación de Riad. Está en el centro de la península arábiga, en una gran meseta en el desierto de An-Nafud.
Tiene 7 009 100 de habitantes, según estimaciones de 2022 (aproximadamente el 20 % del país) y ocupa una superficie de 1554 km². La ciudad está dividida en 15 secciones y su alcalde es Abdul Aziz ibn Ayyaf Al Migrin.
Está en una zona muy árida con muy pocas precipitaciones. Por ello, en las inmediaciones hay 5 embalses, 96 depósitos y 467 kilómetros de acueductos que traen el agua desde las plantas desalinizadoras del Golfo.

## Nombre
El nombre es derivado de la forma plural de la palabra árabe rawdha, que describe un lugar de jardines y árboles. Riad fue durante más de 1500 años un área fértil en el corazón de la península, gracias a los wadis, riachuelos que se forman durante la estación lluviosa.

## Historia

### Historia Antigua
Durante la época preislámica, la tribu de los Banu Hanifa fundó un asentamiento en el lugar con el nombre de Hajr (en árabe: حجر). Hajr sirvió como capital de la provincia de Al Yamamah, cuyos gobernadores fueron responsables de la mayor parte del centro y este de Arabia durante las dinastías Omeya y Abasí. Al-Yamamah se separó del Imperio Abasí en 866 y la zona cayó bajo el imperio de Banu Ukhaidhir, que trasladó la capital de Hajr a cerca de Al Kharj. 
La ciudad entonces entró en un largo período de declive. En el siglo XIV Ibn Battuta, un viajero del marroquí describió Hajr como "la principal ciudad de Al-Yamamah, con el nombre de Hajr". Ibn Battuta pasó a describir Hajr como una ciudad de canales y árboles con una mayoría de sus habitantes pertenecientes a los Bani Hanifa, y los informes que él continuó con su líder a La Meca para realizar el Hajj.
Más tarde, Hajr se dividió en varios asentamientos separados. Los más notable de ellos fueron Migrin (o Muqrin) y Mi'kal, aunque el nombre Hajr más tarde aparece en la poesía popular local. La primera referencia conocida a la zona con el nombre de Riad proviene de un cronista del siglo XVII que informa sobre un acontecimiento después del año 1590.
En 1737, Deham ibn Dawwas, un refugiado del barrio de Manfuha, se hizo con el control de Riad. Ibn Dawwas construyó una cerca rodeando los distintos barrios de la ciudad, lo que hizo a Riad una sola ciudad.

### Los tres Estados Sauditas
En 1744, Muhammad ibn Abd-al-Wahhab formó una alianza con Muhammad ibn Saud, el gobernante de la cercana ciudad de Diriyah. Ibn Saud entonces se propuso conquistar la región circundante, con el objetivo de ponerlo bajo el dominio de un solo estado islámico. Ibn Dawwas de Riad llevó a la más decidida resistencia, aliado con las fuerzas de Al Kharj, Al Ahsa y el clan de los Banu Yam clan de Najran.

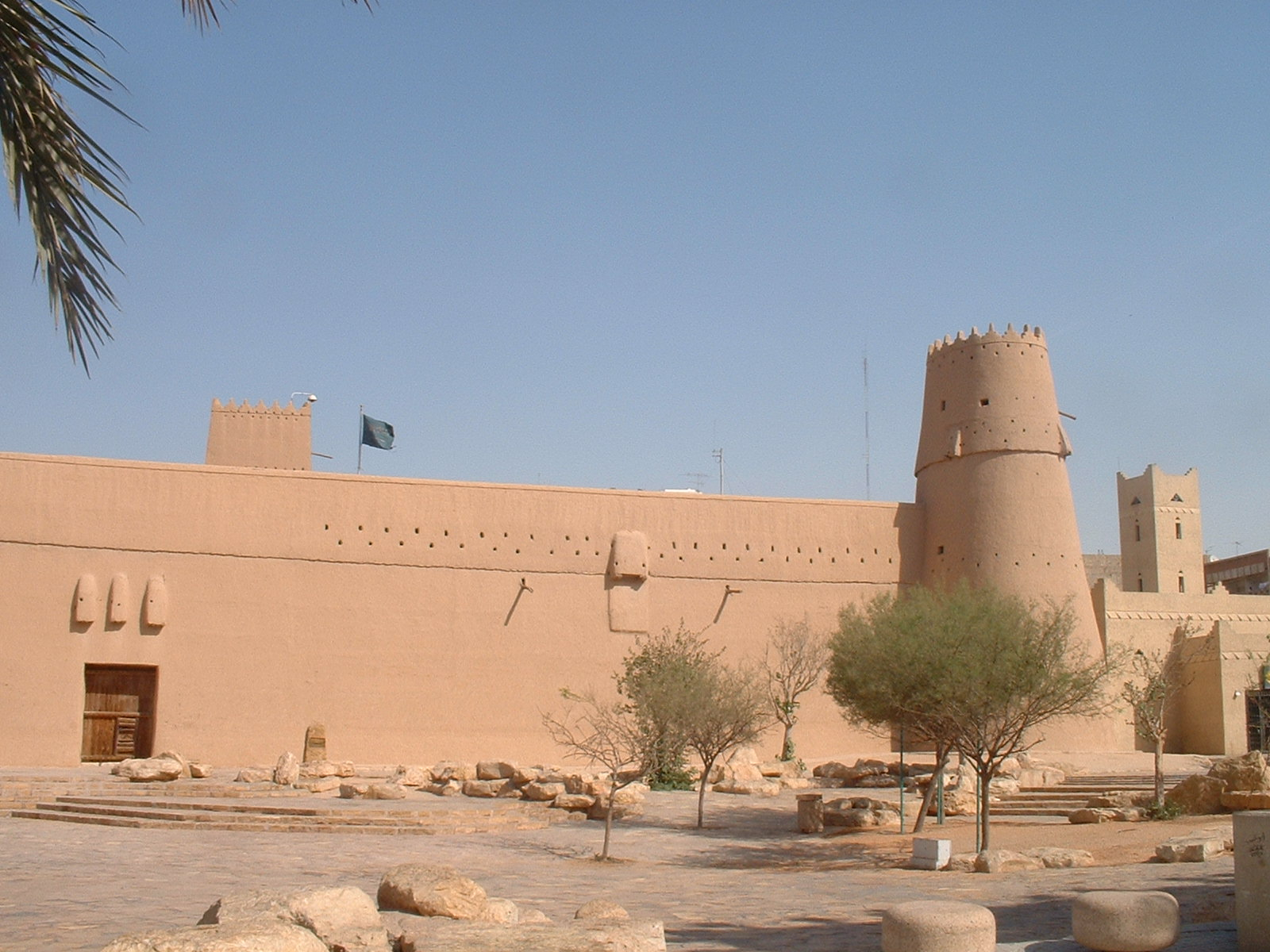
Fortaleza de Masmaj, en la ciudad vieja de Riad.

Sin embargo, Ibn Dawwas huyó y Riad capituló ante los saudíes en 1774, poniendo fin a largos años de guerras, y declarando el Primer Estado Saudita.
El Primer Estado Saudita fue destruido por las fuerzas enviadas por Mehmet Alí de Egipto, que actuaba en nombre del Imperio otomano. Las fuerzas otomanas arrasaron la capital saudita de Diriyah en 1818. En 1823, Turki ibn Abdallah, fundó el Emirato de Nechd, el Segundo Estado Saudita, y reavivó el Estado y optó por Riad como la nueva capital.
Las luchas internas entre los nietos de Turki llevaron a la caída del Segundo estado Saudita en 1891 en la mano del rival clan Al Rashid, que gobernó desde el norte de la ciudad de Ha'il. Riad se cayó bajo el dominio de Al Rashid en 1865. La al-Masmak fortaleza data de este período.
La ciudad fue reconquistada en 1902 por el Rey Ibn Saud de la familia Al Rashid, y estableció el moderno Reino de Arabia Saudita en 1932, con Riad como capital de la nación.

## Geografía
Riad está situada en una gran meseta rodeada de oasis y el gran desierto. La importante aridez del suelo saudí hace que el agua tenga que ser traída, en parte, desde el mar del golfo Pérsico.

### Clima
El clima de Riad es desértico, con veranos muy calurosos que pueden llegar a más de 45 °C e inviernos suaves pero de noches un poco frías. Pese a estar situada en una zona muy árida, la ciudad recibe algo de precipitación e incluso granizo ocasional en invierno.
| Parámetros climáticos promedio de Riad, Arabia Saudita                                                            | Parámetros climáticos promedio de Riad, Arabia Saudita | Parámetros climáticos promedio de Riad, Arabia Saudita | Parámetros climáticos promedio de Riad, Arabia Saudita | Parámetros climáticos promedio de Riad, Arabia Saudita | Parámetros climáticos promedio de Riad, Arabia Saudita | Parámetros climáticos promedio de Riad, Arabia Saudita | Parámetros climáticos promedio de Riad, Arabia Saudita | Parámetros climáticos promedio de Riad, Arabia Saudita | Parámetros climáticos promedio de Riad, Arabia Saudita | Parámetros climáticos promedio de Riad, Arabia Saudita | Parámetros climáticos promedio de Riad, Arabia Saudita | Parámetros climáticos promedio de Riad, Arabia Saudita | Parámetros climáticos promedio de Riad, Arabia Saudita |
| Mes | Ene.                                                   | Feb.                                                   | Mar.                                                   | Abr.                                                   | May.                                                   | Jun.                                                   | Jul.                                                   | Ago.                                                   | Sep.                                                   | Oct.                                                   | Nov.                                                   | Dic.                                                   | Anual                                                  |
| --- | ------------------------------------------------------ | ------------------------------------------------------ | ------------------------------------------------------ | ------------------------------------------------------ | ------------------------------------------------------ | ------------------------------------------------------ | ------------------------------------------------------ | ------------------------------------------------------ | ------------------------------------------------------ | ------------------------------------------------------ | ------------------------------------------------------ | ------------------------------------------------------ | ------------------------------------------------------ |
| Temp. máx. abs. (°C)                                                                                              | 31.5                                                   | 34.8                                                   | 38.0                                                   | 42.0                                                   | 45.1                                                   | 47.2                                                   | 48.0                                                   | 47.8                                                   | 45.0                                                   | 41.0                                                   | 38.0                                                   | 31.0                                                   | 48.0                                                   |
| Temp. máx. media (°C)                                                                                             | 20.2                                                   | 23.4                                                   | 27.7                                                   | 33.4                                                   | 39.4                                                   | 42.5                                                   | 43.5                                                   | 43.6                                                   | 40.4                                                   | 35.3                                                   | 27.8                                                   | 22.2                                                   | 33.3                                                   |
| Temp. media (°C)                                                                                                  | 14.4                                                   | 17.3                                                   | 21.4                                                   | 26.9                                                   | 32.9                                                   | 35.7                                                   | 36.8                                                   | 36.7                                                   | 33.5                                                   | 28.4                                                   | 21.5                                                   | 16.3                                                   | 26.8                                                   |
| Temp. mín. media (°C)                                                                                             | 9.0                                                    | 11.2                                                   | 15.2                                                   | 20.4                                                   | 25.9                                                   | 28.0                                                   | 29.3                                                   | 29.2                                                   | 25.9                                                   | 21.2                                                   | 15.5                                                   | 10.6                                                   | 20.1                                                   |
| Temp. mín. abs. (°C)                                                                                              | -5.4                                                   | 0.0                                                    | 4.5                                                    | 11.0                                                   | 18.0                                                   | 16.0                                                   | 23.6                                                   | 22.7                                                   | 16.1                                                   | 11.0                                                   | 7.0                                                    | -2.0                                                   | -5.4                                                   |
| Lluvias (mm) | 11.9                                                   | 6.4                                                    | 21.0                                                   | 23.8                                                   | 4.9                                                    | 0.0                                                    | 0.0                                                    | 0.4                                                    | 0.0                                                    | 0.8                                                    | 8.7                                                    | 14.6                                                   | 92.5                                                   |
| Días de precipitaciones (≥ 1 mm)                                                                                  | 6.1                                                    | 4.3                                                    | 9.4                                                    | 11.3                                                   | 3.3                                                    | 0.0                                                    | 0.1                                                    | 0.2                                                    | 0.0                                                    | 0.5                                                    | 3.3                                                    | 6.3                                                    | 44.8                                                   |
| Horas de sol | 212.4                                                  | 226.6                                                  | 219.8                                                  | 242.3                                                  | 287.7                                                  | 328.2                                                  | 332.1                                                  | 309.2                                                  | 271.6                                                  | 311.4                                                  | 269.2                                                  | 214.3                                                  | 3224.8                                                 |
| Humedad relativa (%)                                                                                              | 47                                                     | 36                                                     | 32                                                     | 28                                                     | 17                                                     | 11                                                     | 10                                                     | 12                                                     | 14                                                     | 20                                                     | 36                                                     | 47                                                     | 26                                                     |
| Fuente: «Jeddah Regional Climate Center South West Asia». Archivado desde el original el 11 de diciembre de 2016. |                                                        |                                                        |                                                        |                                                        |                                                        |                                                        |                                                        |                                                        |                                                        |                                                        |                                                        |                                                        |                                                        |

### Distritos
Riad se divide en 15 municipios, más el Barrio Diplomático, mientras que en el noroeste, a las afueras, reposan las ruinas de la antigua capital saudí Diriyah.
El distrito de Olaya es el centro comercial y residencial de la ciudad. Ofrece alojamiento, entretenimiento, restaurantes y compras en general. El Kingdom Centre, Al Faisalyah y la calle Al-Tahlya son los lugares más populares y reconocibles de la zona.
El Barrio Diplomático es el lugar donde residen las embajadas y organizaciones internacionales, así como centros residenciales y comerciales. De lujosos jardines y numerosas instalaciones deportivas, es una de las zonas más verdes de la ciudad. Es especialmente conocido por su fina arquitectura y es considerado como un modelo para el resto de ciudades islámicas del mundo. A pesar de su nombre, el Barrio Diplomático no ofrece privilegios especiales y todas las leyes deben ser obedecidas, incluyendo patrullas ocasionales de la muttawa, la policía religiosa saudí.
Al-Bathaa o Al-Dirah es el centro de Riad y su casco antiguo. En el corazón del distrito se sitúa la fortaleza de Al Masmaj, una de las principales atracciones de la ciudad; al oeste están los Museos de Historia y Arqueología de Riad y el Palacio de Murabba, antigua residencia del primer rey saudí Ibn Saud, ahora convertido en un museo. El Palacio de Justicia, conocido como Qasr Al-Hukm, se encuentra cerca. Allí el gobernador de la provincia de Riad se reúne con los ciudadanos para que le expongan sus problemas. El área de Al-Dirah también posee comercios y edificios tradicionales tales como el mercado Al-Mu'eiqilia y la Gran Mezquita.

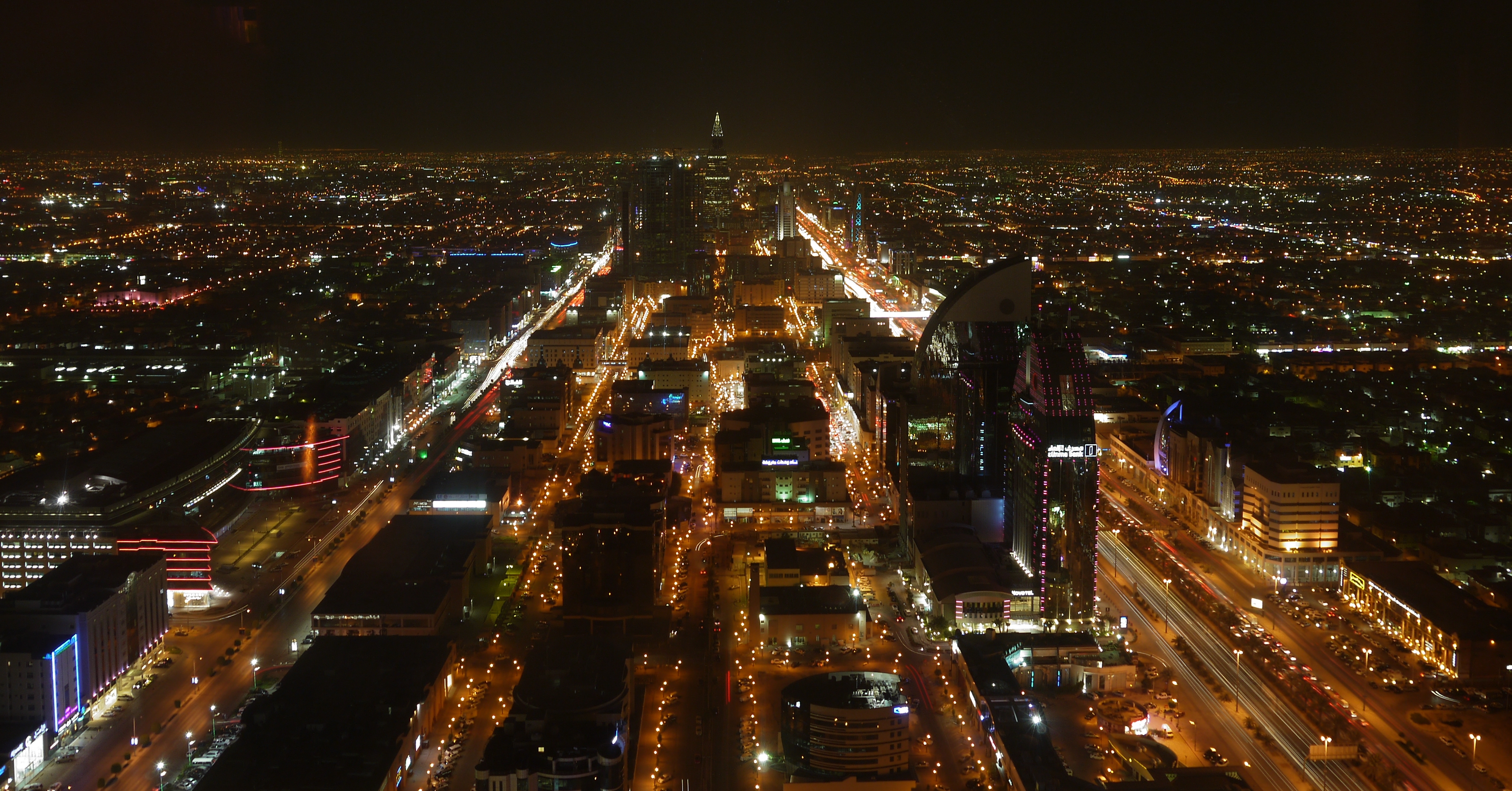
Riad de noche.

## Demografía
Como capital de Arabia Saudita, Riad ha recibido a millones de personas procedentes de diferentes puntos del mundo. En 2017, la población de Riad estaba formada en un 64,19% por sauditas, mientras que los no sauditas -provenientes de África, Asia Central y del Sudeste, Europa y Oriente Medio- representaban el 35,81% de la población. De entre los migrantes extranjeros, los indios son la población minoritaria más grande con un 13,7%, seguidos por los pakistaníes con un 12,4%.
Riad tenía una población de 40.000 habitantes en 1935 y de 83.000 personas en 1949.[45] La ciudad ha experimentado tasas de crecimiento demográfico muy altas, de 150.000 habitantes en los años 1960 a más de siete millones, según las fuentes más recientes. Entre 1974 y 1992 creció a un ritmo del 8,2% anual, y actualmente crece a una tasa de 9,2%, una de las de mayor crecimiento del mundo. Este crecimiento tan elevado ha hecho que el desarrollo urbano, sobre todo desde la década de 1970, haya sido muy desordenado.

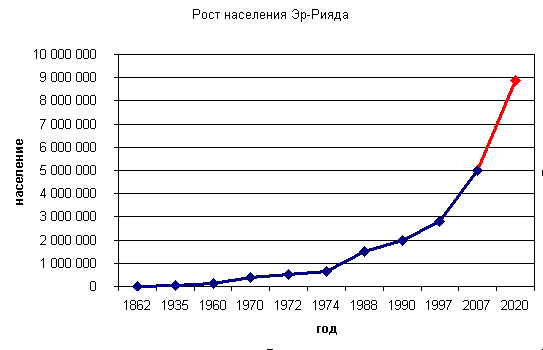
Crecimiento de la población de Riad entre 1862-2020.

| Año  | Población |
| ---- | --------- |
| 1862 | 7.500     |
| 1935 | 30.000    |
| 1960 | 150.000   |
| 1970 | 370.000   |
| 1972 | 500.000   |
| 1974 | 650.000   |
| 1988 | 1.500.000 |
| 1990 | 2.000.000 |
| 1997 | 2.800.000 |
| 2008 | 5.100.000 |
| 2010 | 6.200.000 |
| 2017 | 7.676.654 |

## Lugares de interés

### Riad antiguo
El casco antiguo de la ciudad incluye Diriyah, el distrito del Rey Abdulaziz, Wadi Laban y muchos otros pueblos históricos que se han convertido en parte de la ciudad. Tuvo muchos edificios tradicionales impresionantes, pero se está recuperando el terreno perdido para el desarrollo más moderno y proyectos empresariales gigantescos. Sin embargo, las generaciones recientes han llegado a apreciar más sus tradiciones y han perseverado en que muchos de los edificios más antiguos estén cuidadosamente conservados. Algunas de estas estructuras son el castillo de Al Masmaj, Qasr Al Hokom, la torre de agua cerca del casco antiguo, la plaza de la torre del reloj (clocktower) en la que también se realizan los ajusticiamientos públicos [cita requerida] y el barrio de Battah con sus mercados

### Kingdom Centre
El Kingdom Centre (árabe: برج المملكة) en Riad es el rascacielos más alto de Arabia Saudita. Con una altura de 302 m, es el 37.º edificio más alto del mundo. La torre está construida en un área de 94.230 metros cuadrados, mientras que todo el centro está construido sobre una superficie total de 300.000 metros cuadrados. La torre da acogida a la mezquita más alta del mundo.
El edificio es propiedad de Al Waleed Bin Talal, un príncipe de la familia real saudita. El coste total del proyecto era de 1.717 mil millones de SR. El Kingdom Centre está situado en la calle Al-Urubah, entre la calle King Fahd y la calle Olaya, en el creciente distrito de negocios de Al-Olaya. El rascacielos ganó en 2002 el Emporis Skyscraper Award, seleccionado como "el mejor nuevo rascacielos del año por su diseño y funcionalidad". Un centro comercial de tres plantas, que también ganó un premio por el mejor diseño principal, se encuentra en el ala este. La apertura que corona el rascacielos se ilumina cada noche con distintos colores.

### Torre Al Faisaliyah
La torre Al Faisaliyah o Al Faisaliyah Center (árabe: برج الفيصلية) es uno de los edificios emblemáticos de la ciudad, y fue el primer rascacielos construido en Arabia Saudita, y actualmente el tercer edificio más alto en el país después del Kingdom Centre en Riad y las Torres Abraj Al Bait en La Meca. El balón de oro que se encuentra en la cima de la torre se dice que está inspirado en un bolígrafo. Dentro de la bola hay un restaurante, e inmediatamente debajo de él hay un centro comercial con las marcas más importantes del mundo.

### Torre Al Anoud
La torre Al Anoud de 145 metros de altura, es un gran edificio comercial de la calle Rey Fahd. Hay planes para construir otra torre similar al lado de la torre actual con el mismo nombre. La torre es propiedad de la Princesa Al-Anoud y dirigida por varias empresas de Arabia Saudita.

### Castillo Al-Masmak
Este castillo-palacio es uno de los edificios que conforman el Centro Histórico Rey Abd al-Aziz y fue construido alrededor del año 1865 bajo el reinado de Mohammed ibn Abdullah ibn Rasheed (1289-1315), el gobernante del territorio de Hail, quien había derribado el control del clan rival de la Casa de Saud. En enero de 1902 Ibn Saud, que vivía en el exilio en Kuwait logró capturar la fortaleza de Masmak desde su guarnición en Rashid. El evento, que restableció el control de la casa Saud de Riad, ha adquirido un estatus casi mítico en la historia de Arabia Saudita, por sus tintes heroicos y por la valentía del futuro rey Abd Abdulaziz Ibn Saud.

### Otros lugares
La torre Al-Mamlaka (el Reino), de reciente construcción, el Jardín Botánico de la Universidad Rey Saud. Alberga 50 embajadas, 32 pertenecen a los estados de la Liga Árabe. La torre de la televisión de Riad construida entre 1978 y 1981, de 170 metros de altura, con un observatorio en lo alto de la torre.

## Economía
Riad, lo que antes era una pequeña ciudad amurallada, se ha convertido en una metrópoli dinámica con el paso del tiempo. Con las áreas urbanas de Dhahran, Dammam y Khobar, Riad se ha convertido en un atractivo destino turístico y de negocios.
Es el mayor centro económico del medio oriente.
Además de ser el centro de poder, la ciudad reúne un enorme número de comercios. Numerosas organizaciones educativas, financieras, agrícolas, culturales, técnicas, y sociales han establecido sus bases aquí. La arquitectura es sobre todo moderna, incluyendo torres contemporáneas altas, pero el distrito Al-Dirah, el núcleo de la ciudad, ha sido reconstruida en un estilo quiso decir evocar los viejos edificios de ladrillo anteriores al siglo XX.
Desde el principio de la explotación del petróleo en Arabia Saudí hasta hoy día, el gobierno intenta promover el crecimiento del sector privado, privatizando industrias como la energía y las telecomunicaciones. También Arabia Saudí anunció proyectos para privatizar las empresas eléctricas. Muchos de estos nuevos conglomerados privados y las oficinas centrales de empresas son localizados en Riad, junto a la oficina central del Banco Nacional. A causa de esto, Riad puede ser considerado como una de las ciudades de negocios más grandes de Oriente Medio.
El Aeropuerto Internacional Rey Khalid tiene gran importancia en los negocios de Riad, proporcionando transporte aéreo para millones de personas y para bienes y mercancías.
Para 2020, se estima que Riad se convertirá en la segunda ciudad más rica del Medio Oriente, después de El Cairo, superando incluso a ciudades más populosas como Teherán.